# وزارتخانه‌های رمان ۱۹۸۴
وزارت عشق، وزارت صلح، وزارت فراوانی و وزارت حقیقت چهار وزارتخانهٔ دولت اوشنیا در رمان پادآرمانشهری هزار و نهصد و هشتاد و چهار، نوشتهٔ جورج اورول هستند.
این گونه استفاده ی اورول از نامهای متناقض به این روش ممکن است از دولت‌های انگلیس و آمریکا الهام گرفته شده باشد. در طول جنگ جهانی دوم، وزارت غذای بریتانیا بر سهمیه بندی غذایی نظارت می‌کرد (نام «وزارت کنترل غذا» اولین بار در جنگ جهانی اول استفاده شد) و وزارت اطلاعات به جای تهیه اطلاعات، اطلاعات را محدود و کنترل می‌کرد. در حالی که در ایالات متحده، وزارت جنگ منسوخ شد و در سال ۱۹۴۷ با «تأسیس نظامی ملی» جایگزین شد و سپس در سال ۱۹۴۹ درست در همان سال انتشار رمان هزارونهصد و هشتادوچهار تبدیل به وزارت دفاع شد.

## وزارت عشق
وزارت عشق (گفتارنو: Miniluv) به عنوان وزارت امنیت کشور اقیانوسیه فعالیت می‌کند. وفاداری به برادربزرگ را از طریق ترس، و فشار آوردن توسط یک دستگاه عظیم امنیتی و سرکوب، و همچنین شستشوی مغزی منظم، اعمال می‌کند. ساختمان وزارت عشق هیچ پنجره ای ندارد و با پیچ‌های پیچیده سیم خاردار، درهای فولادی، لانه‌های مسلسل پنهان و نگهبانان مسلح به "چوب دستی " محاصره شده‌است. چراغ‌های داخلی آن هرگز خاموش نمی‌شوند و به آن "مکانی که تاریکی نیست" می‌گویند. مسلماً این وزارتخانه قدرتمندترین وزارتخانه است که اراده مردم را کنترل می‌کند. پلیس اندیشه بخشی از این وزارتخانه است.
وزارت عشق، مانند سایر وزارتخانه‌ها، به اشتباه نامگذاری شده‌است، زیرا مسئولیت عمده اعمال و تحمیل بدبختی، ترس، رنج و شکنجه را بر عهده دارد. از سوی دیگر این نام مناسب است، زیرا هدف نهایی این وزاتخانه القای عشق به برادر بزرگ - تنها شکل عشق مجاز در اقیانوسیه - در ذهن مجرمان متفکر به عنوان بخشی از روند بازگشت آنها به اندیشه‌های مجاز حکومتی است. این تنها یک نمونه از زبان گفتارنو است که در آن کلمات و نامها غالباً شامل یک ایده و مخالف آن هستند با این وجود عضو حزب ارتدوکس قادر است این تناقضات را از طریق استفاده منظم از تفکر دوگانه حل کند.

### اتاق ۱۰۱
اتاق ۱۰۱ که نقطهٔ اوج رمان در نظر گرفته شده‌است، در حقیقت اتاق شکنجه ای در زیرزمین وزارت عشق است، که در آن حزب تلاش می‌کند زندانی را با هدف شکستن مقاومت در معرض بدترین کابوس ها و هراس ها قرار دهد.
دانش عمومی دولت در جامعه  رمان هزارونهصدوهشتادوچهار چنین است که حزب حتی کابوس‌های یک شهروند را  می‌شناسد. کابوس، و در نتیجه مجازات تهدید شده، قهرمان اصلی وینستون اسمیت قرار است توسط موش‌ها مورد حمله قرار گیرد. این امر در اتاق ۱۰۱ با رویارویی اسمیت با یک قفس سیمی که حاوی دو موش بزرگ است، آشکار می‌شود. قسمت جلوی قفس به شکلی ساخته شده‌است که می‌تواند روی صورت فرد قرار گیرد. سپس یک درب تله باز می‌شود و به موش‌ها اجازه می‌دهد صورت قربانی را ببلعند. این قفس روی صورت اسمیت نصب می شود، اما او با التماس به مقامات خود را نجات می‌دهد تا اجازه دهند معشوقش، جولیا، به جای او این شکنجه را متحمل شود. شکنجه تهدید شده، و آنچه وینستون برای فرار از آن انجام می‌دهد، آخرین قول خود را به خود و جولیا می‌شکند: هرگز به او خیانت نکند. (حتی اگر به عمل آنها اعتراف کرده بود، اما هنوز هم تا این مرحله او را دوست داشت) این کتاب نشان می‌دهد که جولیا نیز به همین ترتیب توسط بدترین ترس خویش مورد شکنجه قرار گرفته‌است (اگرچه مشخص نیست که این ترس چیست)، وقتی بعداً او و وینستون در یک پارک با یکدیگر ملاقات می‌کنند، او متوجه زخمی بر پیشانی او می‌شود. هدف تهدید وینستون با موش‌ها این بود که او را مجبور به خیانت به تنها شخصی که دوستش داشت کرده و در نتیجه روح و روان او را خرد کنند.
اورول اتاق ۱۰۱ را بر اساس اتاق کنفرانسی در بی‌بی‌سی که در آن جلسات خسته کننده ای برگزار میشد، نامگذاری کرده است. وقتی قرار بود اتاق اصلی ۱۰۱ در بی‌بی‌سی تخریب شود، یک ماکت پلاستری از آن توسط هنرمند راشل وایترد ساخته شد و از نوامبر ۲۰۰۳ تا ژوئن ۲۰۰۴ در بخش نمایش و بازی در موزه ویکتوریا و آلبرت به نمایش درآمد.

## وزارت صلح
وزارت صلح (Newspeak: Minipax) به عنوان وزارت جنگ دولت اقیانوسیه فعالیت می‌کند و مسئولیت نیروهای مسلح، بیشتر نیروی دریایی و ارتش را بر عهده دارد. وزارت صلح ممکن است حیاتی‌ترین ارگان اقیانوسیه باشد، زیرا این کشور ظاهراً در یک جنگ نسل‌کشی مداوم با اوراسیا یا شرق آسیا است و به نیروی مناسب برای پیروزی در جنگ نیاز ندارد، اما آن را در حالت تعادل نگه می‌دارد.
همان‌طور که در کتاب امانوئل گلدشتاین، نظریه و عملکرد جمع گرایی الیگارشی توضیح داده شده‌است، وزارت صلح حول اصل جنگ دائمی می‌چرخد. جنگ همیشگی با استفاده از تمام منابع مازاد، اکثر شهروندان را در زندگی با سختی مداوم نگه می‌دارد - و بنابراین از یادگیری کافی برای درک ماهیت واقعی جامعه خود جلوگیری می‌کند. جنگ همیشگی همچنین «به حفظ جو روانی ویژه ای که یک جامعه سلسله مراتبی به آن نیاز دارد کمک می‌کند.» از آنجا که این بدان معنی است که تعادل کشور در جنگ است، وزارت صلح مسئولیت جنگ را بر عهده دارد (بیشتر در آفریقا و هند متمرکز است)، اما اطمینان حاصل کند که هرگز مقیاس‌ها را برطرف نمی‌کند، در صورت جنگ باید یک- یک طرفه تلسکوپ‌های اقیانوسی معمولاً گزارش‌های خبری را در مورد اینکه چگونه اقیانوسیه به‌طور مداوم در هر نبردی پیروز می‌شود، پخش می‌کنند، هرچند که این گزارش‌ها اعتبار چندانی ندارند.
همانند سایر نوزده هشتاد و چهار وزارتخانه دیگر، وزارت صلح دقیقاً برعکس آنچه که انجام می‌شود نامگذاری شده‌است، زیرا وزارت صلح وظیفه حفظ وضعیت جنگ را بر عهده دارد. معنای صلح در شعار حزب، «جنگ صلح است» با معنای جنگ برابر شده‌است. مانند نام وزارتخانه‌های دیگر، این یک کاربرد واقعی نیز دارد: جنگ دائمی همان چیزی است که «صلح» (وضعیت موجود) را در اقیانوسیه و توازن قدرت در جهان را حفظ می‌کند، و از آنجا که سایر قدرت‌های بزرگ نیز از جنگ به عنوان به معنای حفظ وضعیت موجود، این دو مفهوم از نظر عملکردی یکسان هستند.

## وزارت فراوانی
وزارت فراوانی (Newspeak: Miniplenty ) کنترل اقتصاد فرماندهی اقیانوسیه را در دست دارد. این نظارت بر سهمیه بندی مواد غذایی، لوازم و کالاها است. همان‌طور که در کتاب گلدشتاین گفته شده‌است، اقتصاد اقیانوسیه بسیار مهم است و لازم است که مردم به‌طور مداوم لوازم یا اسلحه‌های بی فایده و مصنوعی را برای استفاده در جنگ ایجاد کنند، در حالی که آنها به وسایل تولید دسترسی ندارند. این مضمون اصلی ایده اقیانوسیه است که حاکمیت یک جمعیت فقیر و نادان را آسان‌تر از یک فرد ثروتمند و آگاه می‌داند. Telescreens اغلب گزارش در مورد برادر بزرگ است قادر به افزایش تولید اقتصادی، حتی زمانی که تولید در واقع رفته پایین است (نگاه کنید به § Ministry of Truth)
وزارت آماری را ارائه می‌دهد که «مزخرف» است. هنگامی که وینستون در حال تنظیم برخی ارقام وزارت Plenty است، او این را توضیح می‌دهد:
به نظر می‌رسد مانند بسیاری دیگر از وزارتخانه‌ها، وزارت فراوانی کاملاً اشتباه نامگذاری شده‌است، زیرا در واقع این کشور مسئول حفظ وضعیت فقر دائمی، کمبود و کمبودهای مالی است. با این حال این نام نیز مناسب است، زیرا همراه با وزارت حقیقت، هدف دیگر وزارت فراوانی این است که مردم را متقاعد کند که آنها در یک رفاه دائمی زندگی می‌کنند. اورول در کار تمثیلی «مزرعه حیوانات» هنگامی که در بحبوحهٔ بیماری مزرعه، ناپلئون خوک دستور داد تا سیلو را با ماسه پر کنند، اشاره ای مشابه به وزارت فراوانی داشت، سپس یک دانه نازک دانه در بالای آن قرار داد، که بازدیدکنندگان انسانی را گمراه می‌کند و از این که ناپلئون از اقتصاد برتر مزرعه می‌بالد متحیر شوند.
یک بخش از وزارت مقدار زیادی سازماندهی قرعه کشی‌های دولتی را بر عهده دارد. اینها در بین پرولها بسیار محبوب هستند، که بلیط می‌خرند و امیدوارند که جوایز بزرگ را کسب کنند - یک امید کاملاً پوچ چون جوایز بزرگ در واقع به هیچ وجه اعطا نمی‌شوند، وزارت حقیقت در کلاهبرداری شرکت می‌کند و هر هفته نام آنها را منتشر می‌کند برندگان بزرگ غیر موجود

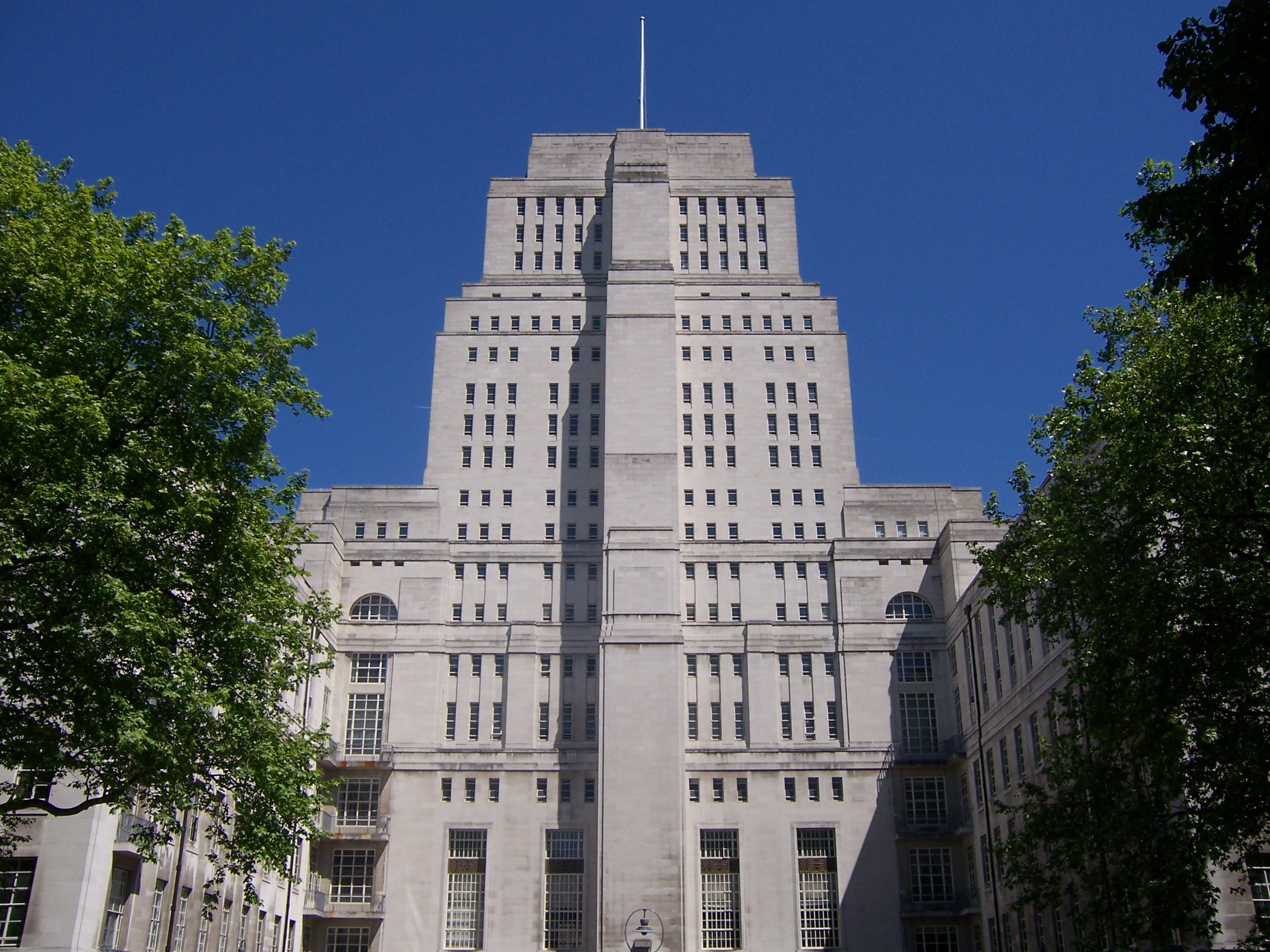
مجلس سنا، لندن، جایی که همسر اورول در وزارت اطلاعات کار می‌کرد، الگوی وی برای وزارت حقیقت بود

## وزارت حقیقت
وزارت حقیقت (Newspeak: Minitrue) وزارت تبلیغات است. همانند سایر وزارتخانه‌های موجود در رمان، نام وزارت حقیقت نام غلطی است زیرا در واقع این امر برعکس است: این مسئول هرگونه جعل و لزوم وقایع تاریخی است. با این حال، مانند سایر وزارتخانه‌ها، این نام نیز مناسب است زیرا تصمیم می‌گیرد که «حقیقت» در اقیانوسیه چیست.
علاوه بر اجرای «حقیقت»، این وزارتخانه زبان جدیدی را در بین مردم به نام Newspeak گسترش می‌دهد، که برای مثال، «حقیقت» به معنای عباراتی مانند ۲ + ۲ = ۵ که شرایط لازم است. مطابق با مفهوم Doublethink، وزارتخانه بدین ترتیب به درستی نامگذاری می‌شود که «حقیقت» را به معنای Newspeak کلمه ایجاد / تولید می‌کند. این کتاب توصیف نسخه برداری از سوابق تاریخی را نشان می‌دهد که نسخه ای از تصویب دولت از وقایع را نشان می‌دهد.
وینستون اسمیت (شخصیت اصلی ۱۹۸۴) در وزارت حقیقت کار می‌کند. یک ساختار هرمی عظیم از بتن سفید براق است که سیصدمتربه هوا سرکشیده است، حاوی بیش از سه هزار اتاق بالای زمین. در دیوار بیرونی وزارت سه شعار حزب قرار دارد:
جنگ صلح است.
آزادی بردگی است.
نادانی قدرت است.
همچنین قسمت بزرگی در زیر زمین وجود دارد که احتمالاً حاوی زباله سوزهای عظیم است که اسناد پس از قرار دادن در سوراخ‌های حافظه از بین می‌روند. اورول برای توصیف آن از ساختمان مجلس سنا در دانشگاه لندن الهام گرفته‌است.
وزارت حقیقت با رسانه‌های خبری، سرگرمی، هنرهای زیبا و کتاب‌های آموزشی درگیر است. هدف آن بازنویسی تاریخ برای تغییر حقایق متناسب با دکترین حزب برای تأثیر تبلیغات است. به عنوان مثال، اگر برادر بزرگ پیش‌بینی ای انجام دهد که معلوم شود اشتباه است، کارمندان وزارت حقیقت برای صحت آن سوابق را اصلاح می‌کنند. این «چگونه» وجود وزارت حقیقت است. در این رمان، اورول توضیح می‌دهد که دلیل عمیق وجود آن، «چرا»، حفظ توهم مطلق بودن حزب است.
به نظر می‌رسد که هرگز نمی‌تواند نظر خود را تغییر دهد (اگر، به عنوان مثال، آنها یکی از تغییرات مداوم خود را در مورد دشمنان در طول جنگ انجام دهند) یا اشتباه کنند (اخراج یک مقام یا پیش‌بینی تأمین شدیداً داوری نشده)، این به معنای ضعف و حفظ قدرت، حزب باید تا به ابد درست و نیرومند به نظر برسد.
Minitrue با تغییر تاریخ، و تغییر کلمات در مقالات دربارهٔ وقایع فعلی و گذشته، به عنوان رسانه خبری نقش دارد، به طوری که برادر بزرگ و دولت او همیشه از نظر خوب دیده می‌شوند و هرگز نمی‌توانند مرتکب خطا شوند. محتوای تبلیغاتی بیشتر از اخبار واقعی است.
در زیر بخشها یا ادارات وزارتخانه ذکر شده در متن آمده‌است:
- بخش سوابق
- گروه داستان
- بخش برنامه‌های از راه دور
- بخش پورنوگرافی - به Prole مصرف تنها

## تأثیرات فرهنگی
محبوبیت این رمان منجر به استفاده از اصطلاح "اتاق ۱۰۱" برای نشان دادن مکانی‌های شده‌است که کارهای ناخوشایند در آنها انجام می‌شود.
- در کتابی از آنا فاندر، اریش میلکه، آخرین وزیر امنیتی دولت (استاسی) آلمان شرقی، حال طبقه از مقر استاسی شماره گذاری مجدد به طوری که دوم دفتر طبقه او خواهد بود تعداد 101.[۹]
- در مجموعه تلویزیونی کمدی BBC 101، مفهوم اساسی آن از Orwell تغییر یافته‌است و از افراد مشهور دعوت می‌شود که دربارهٔ تنفر حیوانات خانگی خود بحث کنند و مجری را ترغیب کنند تا آنها را به فراموشی بسپارد، همان‌طور که از نظر استعاره با ایده اتاق ۱۰۱. نمایش داده می‌شود.[۱۰][۱۱]

جوش ویلبور، نویسنده، یک «وزارت حقیقت» را برای مقابله با جعل عمیق اینترنت و اطلاعات نادرست پیشنهاد کرد.
در یکی از کمدیهای ریکی جرویس، ریکی Gervais و استیون مرچنت بازی "اتاق ۱۰۲"، بر اساس مفهوم "اتاق ۱۰۱"، که در آن کارل پیلکینگتون باید تصمیم بگیرد که چه چیزهایی را دوست ندارد به اندازه کافی در اتاق ۱۰۲ قرار داده‌است. طبق نتایج بازیهایشان، این موارد از وجود پاک می‌شوند.
در سال ۱۹۹۲ در یک قسمت از سریال انیمیشن بتمن باعث شد بتمن یکی از معماهای را در حالی که در "اتاق ۱۰۱" مقر پلیس اتفاق می‌افتد حل می‌کند. در آنجا، بتمن کمیسر گوردون را در یک شبیه‌ساز واقعیت مجازی شکنجه شده می‌یابد و برای آزاد کردن وی باید معماها را حل کند.
در سال ۲۰۱۱ در اپیزود مشکل خدا از سریال دکتر هو، دکتر و همراهانش خود را در هتلی پر از اتاق ۱۰۱های شخصی با بزرگترین ترس‌های خویش می‌بینند.